# Bonte tapuit
De bonte tapuit (Oenanthe pleschanka) is een zangvogel uit de familie der vliegenvangers (Muscicapidae). De bonte tapuit is een trekvogel die broedt in delen van Europa en Azië en overwintert in het oosten van Afrika. In Europa broedt de soort met name in de zwarte-aardegordel in het zuidoosten van het continent.

## Kenmerken
Qua grootte gelijk aan oostelijke blonde tapuit (Oenanthe hispanica melanoleuca) met een lengte van 14 à 16,5 cm. Het mannetje heeft een zwarte mantel en vleugels. De stuit en staart zijn grotendeels wit met zwarte randen. De kruin en buik zijn eveneens wit. De keel is meestal zwart, maar er bestaan variëteiten met een witte keel. De soort mist de okerkleurige of witte rug die mannetjes van de oostelijke blonde tapuit wel hebben. Vrouwtjes lijken nog sterker op de verwante oostelijke blonde tapuit, maar zijn te herkennen aan de grijsbruine rug en borst. Bij oostelijke blonde tapuiten zijn deze meer oranjegeel gekleurd. Vooral in het zomerkleed is het kleurverschil duidelijk zichtbaar.

## Nestgedrag
Het nest wordt gebouwd door het vrouwtje en bestaat uit droge grassen, plantenresten, wortels, haren of wol van zoogdieren. Het nest wordt in holen gemaakt, zoals tussen spleten in rotsen. In het zuiden van Siberië soms in de holen van de langstaartgrondeekhoorn (Spermophilus undulatus) en in Mongolië soms in holen van de tarbagan (Marmota sibirica). Paarvorming begint tussen eind april en begin mei en duurt voort tot eind juli of begin augustus. Waar het verspreidingsgebied overlapt vindt soms hybridisatie plaats met de oostelijke blonde tapuit.

## Verspreiding
Het Europese deel van het broedgebied hangt nauw samen met de ligging van de zwarte-aardegordel en strekt zich uit van het zuidoosten van Roemenië en noordoosten van Bulgarije, naar het zuiden van Oekraïne, de Krim en het zuiden van Europees Rusland. In het Aziatische deel van het verspreidingsgebied te vinden in Kazachstan, de Zuidelijke Kaukasus, Centraal-Azië, het zuiden van Siberië, Mongolië, het midden en noorden van China en het uiterste noorden van India. In het westen van het broedgebied vaak in laaglanden, in het oosten vaker in berggebieden. Het overwinteringsgebied ligt voornamelijk in het oosten en noordoosten van Afrika.

## Habitat
Bonte tapuiten komen voor in grassteppen met verspreid liggende rotsen, droge vlakten met rotsen, aan de rand van cultuurgronden, aan de rand van boreale bossen en hellingen met verspreid liggende rotsblokken, bosschages en lage bomen.